# Parafia św. Andrzeja Boboli w Sicienku
Parafia św. Andrzeja Boboli w Sicienku – rzymskokatolicka parafia we wsi Sicienku, w dekanacie Białe Błota diecezji bydgoskiej.
Założona w 1972 roku na mocy dekretu kardynała Stefana Wyszyńskiego. 
Kościół parafialny zbudowany został w 1887 roku jako świątynia ewangelicka.

## Zasięg parafii
Do parafii należy około 1300 wiernych z miejscowości: Chmielewo, Goncarzewy, Kasprowo, Piotrkówko, Sicienko, Sitno, Smolary, Ugoda, Wojnowo, Zawada.